# Murillo de Río Leza
Murillo de Río Leza – gmina w Hiszpanii, w prowincji La Rioja, w La Rioja, o powierzchni 46,06 km². W 2011 roku gmina liczyła 1787 mieszkańców.